# Cachún cachún ra ra!
«Cachun cachun ra ra!» — мексиканский комедийный телесериал в формате мюзикла, ситкома и телешоу телекомпании Televisa, шедший в эфире с 1981 по 1987 год.

## Описание телесериала
Этот телесериал был популярен среди школьников в 1980-е годы, в нём обыгрывались смешные и забавные ситуации. В телешоу делали первые шаги актёры, которые окончили CEA при телекомпании Televisa. В этом телесериале начинали свою карьеру ныне уже известные и выдающиеся актёры и актрисы, такие как: Эрика Буэнфиль, Летисия Пердигон, Виктория Руффо и Фернандо Чангеротти, а также ушедшая из жизни Эдит Гонсалес и вдобавок молодая плеяда начинающих актёров и актрис. Телесериал был настолько популярным, что было решено создать одноимённые спектакль и фильм. Телесериал был трижды удостоен премии TVyNovelas в номинации "лучший комедийный телесериал". В 1985 году произошла смена актёрского состава — вместо зарекомендовавших себя актёров и актрис пришли новые актёры из числа новых выпускников CEA, из их числа выделялись: Эрнесто Лагуардия, Даниэла Кастро, Адела Норьега и Ари Тельч, а также новая молодая плеяда начинающих актёров и актрис.

## В телесериале снимались

### В ролях
Всего в телесериале приняли участие 78 актёров и актрис.
| Актёр                | Роль                                     | Годы съёмок |
| -------------------- | ---------------------------------------- | ----------- |
| Серхио Акоста        | "Попочас#1"                              | 1981        |
| Хуго Акоста          | Попочас#2                                | 1981—1987   |
| Виридиана Алатристе  | Вири                                     | 1981—1982   |
| Педро Дамиан         | профессор Буенростро                     | 1981—1982   |
| Пако де Торо         | Пако                                     | 1981—1983   |
| Гиги Фернандес       | Гиги                                     | 1981—1984   |
| Росита Пелайо        | Росио                                    | 1981—1984   |
| Анабель Феррейра     | Анабель                                  | 1981—1984   |
| Адриана Лаффан       | Тина                                     | 1981—1984   |
| Анхель               | Руби                                     | 1981—1984   |
| Хайме Гарса          | Эль Пелос/Греньяс                        | 1981—1984   |
| актёр неизвестен     | Эль Чанос                                | 1981—1984   |
| актёр неизвестен     | Мичель                                   | 1981—1984   |
| актёр неизвестен     | Чопер                                    | 1981—1984   |
| Альма Дельфина       | Бэби                                     | 1981—1984   |
| Альфредо Алегрия     | Ленгуардо                                | 1981—1984   |
| Лупита Сандоваль     | Петуния                                  | 1981—1984   |
| Родольфо Родригес    | Калихто                                  | 1981—1984   |
| Фернандо Арау        | Чичо                                     | 1981—1984   |
| Херардо Гонсалес     | Поркирио                                 | 1981—1984   |
| Соккоро Бонилья      | профессор Валадарес                      | 1981—1984   |
| Лили Гарса           | Лили                                     | 1981—1985   |
| Ариане Пельисер      | Нина, Ла Пинк                            | 1981—1986   |
| Роберто Хуикочеа     | Хуичо                                    | 1981—1986   |
| Хосе Флорес          | Джаггер (самая лучшая роль)              | 1981—1986   |
| Алехандро Гусе       | Бето                                     | 1981—1986   |
| Марио дель Рио       | Эль Гори                                 | 1981—1987   |
| Марта Савалета       | профессор Бонилья по прозвищу "Годзилла" | 1981—1987   |
| Алисия Энсинас       | мисс Эвергрин                            | 1981—1987   |
| Мануэль де ла Роса   | профессор Редондон                       | 1981—1987   |
| Адриан Рамос         | Пепе Келайя                              | 1981—1987   |
| Сильвия Пиналь       | мать Вири                                | 1981        |
| Глория Хордан        | мать Пако и Росио                        | 1981        |
| Марикармен Вела      | мать Беби                                | 1981        |
| Ампарито Аросамена   | мать Ленгуардо                           | 1981        |
| Хулио Лукена         | отец Ленгуардо                           | 1981        |
| Алехандра Мейер      | мать Калихто                             | 1981        |
| Карлос Монден        | отец Калихто                             | 1981        |
| Марио Бесарес        | брат Калихто                             | 1981        |
| Марта Офелия Галиндо | мать Петунии                             | 1981        |
| Мария Луиса Алькала  | мать Чичо                                | 1981        |
| Мигель Кане          | Линус (брат Нины)                        | 1981        |
| Лихия Эскаланте      | Суси                                     | 1982—1984   |
| Хосе Маганья         | профессор Вильяфуэрте                    | 1982—1987   |
| Алисия Сандоваль     | Венус                                    | 1982—1987   |
| Фабиола Ла Руе       | профессор Копелия                        | 1982—1987   |
| Хосе де Мара         | Тито                                     | 1983—1987   |
| Луис де Льяно Маседо | продюсер Луис Льянеро Масита             | 1984        |
| Империо Варгас       | роль неизвестна                          | 1984        |
| актёр неизвестен     | профессор Линкольн                       | 1984—1985   |
| Гибранн              | Кирило                                   | 1984—1985   |
| Патрисия Томас       | Тамми                                    | 1984—1985   |
| Ари Сах              | Ари                                      | 1984—1985   |
| Роберто Гарса        | Поло                                     | 1984—1985   |
| Норма Иоланда Лопес  | Мини                                     | 1984—1986   |
| Ивонн де ла Торре    | Пиранья#1                                | 1984—1986   |
| Мариса Фернандес     | Пиранья#2                                | 1984—1986   |
| Эдуардо Бернарч      | Фрики Рикардо                            | 1984—1986   |
| Мануэль Гуррия       | инспектор Ромуальдо Тенорио              | 1984—1987   |
| Адела Норьега        | Адела                                    | 1984—1987   |
| Эухенио Дербес       | Эухенио                                  | 1984—1987   |
| Даниэла Кастро       | Деббие                                   | 1984—1987   |
| Луис Эрнесто Кастро  | Нарциссо                                 | 1984—1987   |
| Малена Кастильо      | Пури                                     | 1984—1987   |
| Итсель Рамос         | Николь                                   | 1984—1987   |
| Лаура Лус            | Олимпия                                  | 1984—1987   |
| Алехандро Ириарте    | Нано                                     | 1984—1987   |
| Алехандра Эспехо     | сеньорита Эспехо                         | 1984—1987   |
| Америка Габриэль     | Америка                                  | 1984—1985   |
| Омар Фьерро          | Титан                                    | 1984—1987   |
| Хосе Луис Кордеро    | Каролино                                 | 1984—1987   |
| Гиоргио Паласиос     | Гиоргио                                  | 1984—1987   |
| Наилеа Норвинд       | Аида                                     | 1985—1987   |
| Бенни Кораль         | Бенни                                    | 1985—1987   |
| Андреа Груия         | Андреа                                   | 1985—1987   |
| Лорена Анайя         | Лорена                                   | 1985—1987   |
| Глория Исагирре      | Ревен                                    | 1985—1987   |
| Марта Эскобар        | Профессор Грета                          | 1985—1987   |
| Луис Торнер          | Профессор Гуигуис                        | 1985—1987   |
| Пепе Сампреро        | Профессор Ремаркес                       | 1985—1987   |
| Алекс Филипс         | Алекс                                    | 1986—1987   |
| Ари Тельч            | Давид                                    | 1986—1987   |
| Эрнесто Лагуардия    | Нето                                     | 1986—1987   |
| Лусеро Рейносо       | Лусеро                                   | 1987        |
| Эванхелина Мартинес  | Mamá de Puri                             | 1987        |

### Особо приглашённые звёзды
| Актёр            | Роль | Годы съёмок |
| ---------------- | ---- | ----------- |
| Ритмо Пелигросо  |      |             |
| Лаура Флорес     |      |             |
| Алехандра Авалос |      |             |
| Хуан Сантана     |      |             |
| Лусеро           |      |             |
| Timbiriche       |      |             |
| Fresas con crema |      |             |
| Фланс            |      |             |